# 屏都街道
屏都街道是中华人民共和国浙江省丽水市庆元县下辖的一个街道办事处。
2011年，浙江省人民政府批复同意撤销松源镇、四山乡建制，其行政区域改由庆元县政府直辖。
2011年12月，丽水市人民政府批复同意在庆元县政府直辖区域设立濛洲、松源、屏都3个街道办事处。屏都街道辖八一、八二、八三、菊水、洋背、余村、蔡段、坑里、官山头、白岭头、坪坑、菖蒲洋12个行政村，街道办公地点设在八都大街239号（原屏都镇政府办公楼）。

## 行政区划
屏都街道下辖以下村级行政区划单位：
余村、八一村、八二村、八三村、洋背村、菊水村、坑里村、蔡段村、官山头村、白岭头村、坪坑村和菖蒲洋村。